# Regularidad
La regularidad de una serie de cifras, también llamada media porcentual, indica la variación de esas cifras respecto a su media aritmética. Para una serie de cifras x1, x2, x3... xn su regularidad o media porcentual se calcula realizando la siguiente operación:
{\displaystyle R={\frac {x_{1}+x_{2}+x_{3}+...+x_{n}}{k\cdot n}}={\frac {\sum _{i=1}^{n}x_{i}}{k\cdot n}}}
siendo {\displaystyle n} el número de cifras que se suman y {\displaystyle k} la cifra más alta entre las que se suman.
El mayor valor posible de R es 1, lo que ocurre si todas las cifras que se suman son iguales (ya que el numerador y el denominador serán iguales). En este caso, se dice que la regularidad es del 100%.
Para que una serie de números sea regulable (es decir, se pueda calcular su regularidad) se deben cumplir dos condiciones:
1. El conjunto de números no puede ser el conjunto vacío (ya que si n=0 se produce una indeterminación)
2. El conjunto de números no puede ser una serie de ceros o, lo que es lo mismo, la cifra mayor no puede ser 0 (ya que si k=0 se produce una indeterminación)

```
si
```

## Teorema de la regularidad para series de cifras
Teorema: Toda serie de cifras tiene un mínimo de regularidad, ya que se le suma siempre a la operación el cociente determinista (cuyo valor es el inverso del número de cifras que se suman: 1/n)
Demostración:
(Para xn = k)
{\displaystyle R={\frac {\sum _{i=1}^{n}x_{i}}{k\cdot n}}={\frac {\sum _{i=1}^{n-1}x_{i}}{k\cdot n}}+{\frac {x_{n}}{x_{n}\cdot n}}={\frac {\sum _{i=1}^{n-1}x_{i}}{k\cdot n}}+{\frac {1}{n}}}
a {\displaystyle {\frac {1}{n}}} se puede representar como: E, es decir:
{\displaystyle R={\frac {\sum _{i=1}^{n-1}x_{i}}{k\cdot n}}+E}
es decir:
{\displaystyle \lim _{E\to 0}R}={\displaystyle \lim _{n\to \infty }R}={\displaystyle {\frac {\sum _{i=1}^{n-1}x_{i}}{k\cdot n}}}
({\displaystyle {\frac {1}{E}}=n})

## Regularidad de funciones
Para realizar la media porcentual de una función (aunque en este caso es mejor hablar de regularidad) en una zona de ella determinada por los puntos a y b, habrá que realizar la misma operación que anteriormente se ha hecho con cifras, pero utilizando las derivadas de la función, ya que así se podrá ver cómo varía la pendiente de la tangente a la curva en esos puntos, es decir habrá que hacer lo siguiente:
{\displaystyle R_{a}^{b}={\frac {f'(a_{1})+f'(a_{2})+f'(a_{3})+...+f'(b)}{n\cdot f'(b)}}={\frac {\sum _{i=a}^{b}f'(i)}{n\cdot f'(b)}}}
∀ {\displaystyle f'(b)>f'(a)}
Siendo f'(a1) y f'(b) las derivadas en los puntos a y b, a2, a3... las derivadas en puntos intermedios de (a, b) y n el número de derivadas que se suman. Se pueden tomar cualquier número de derivadas entre a y b; contra más número se tomen mayor será la precisión.

### Características para que una función sea regulable
- La función tiene que ser derivable en los puntos donde se elige hacer la regularidad.
- Las funciones constantes no son regulables ya que la derivada mayor será cero y se dará una indeterminación del tipo:{\displaystyle {\frac {0}{0}}}
- De esta segunda característica se deduce esta tercera: no se puede realizar la regularidad donde la función tenga pendiente cero pero sí en otras zonas.

Como se puede observar, la regularidad o media porcentual máxima está basada en cifras que son iguales, o en la curva {\displaystyle f(x)=x} para cuando hablamos de funciones, ya que en esos dos casos la regularidad es 100% (R = 1).

## Teorema fundamental de la regularidad para las funciones
Teorema: Toda función del tipo {\displaystyle f(x)=ax+b} (es decir todas las funciones de primer grado; todas las funciones de pendiente constante) tienen regularidad del 100% (R=1).
Demostración:
Para funciones {\displaystyle f(x)=ax+b}, la derivada es {\displaystyle f'(x)=a} y, por lo tanto, no importa el valor de {\displaystyle x} que se tome para calcular la derivada, ya que siempre dará el mismo número. Por lo tanto, dará regularidad del 100%. Todas las derivadas dan el valor {\displaystyle a}, entonces la regularidad es:
{\displaystyle R={\frac {a+a+a+...+a}{n\cdot a}}={\frac {n\cdot a}{n\cdot a}}=1}
Lo que ya se preveía, dado que la derivada no cambia nunca en estas funciones.

## Paralelismo entre funciones
Puesto que la regularidad de una función es característico de ella, si dos o más funciones tienen exactamente la misma regularidad, es que son la misma función o que son paralelas. Por lo tanto, para poder saber si dos o más funciones son paralelas lo único que se debe hacer es calcular la regularidad de cada una. Si las regularidades son iguales, las funciones son paralelas. Estos son los pasos que hay que seguir:
- Se tiene una función {\displaystyle f(x)} y otra {\displaystyle g(x)} (si se disponen de más funciones se hará lo mismo). Se calculan las derivadas {\displaystyle f'(x)} y {\displaystyle g'(x)}.

- Seguidamente se calcula la regularidad de las funciones:

para {\displaystyle f(x)}→{\displaystyle R_{a}^{b}}
para {\displaystyle g(x)}→{\displaystyle R_{c}^{d}}
donde a = c, b = d y el número de puntos intermedios tiene que ser iguales ya que si no puede haber diferentes regularidades. Si las dos regularidades son iguales, serán paralelas, si no, no lo son.

## Teorema de la regularidad para las funciones
Teorema: Toda función tiene un mínimo de regularidad, ya que se le suma siempre a la operación el cociente determinista, cuyo valor es el inverso del número de puntos que se tomen en la función; {\displaystyle {\frac {1}{n}}}
Demostración
{\displaystyle R={\frac {\sum _{i=a}^{b}f'(i)}{f'(b)\cdot n}}={\frac {\sum _{i=a}^{b-1}f'(i)}{f'(b)n}}+{\frac {f'(b)}{f'(b)\cdot n}}={\frac {\sum _{i=a}^{b-1}f'(i)}{f'(b)\cdot n}}+{\frac {1}{n}}}
a {\displaystyle {\frac {1}{n}}} se puede representar como: E, es decir:
{\displaystyle R={\frac {\sum _{i=a}^{b-1}f'(i)}{f'(b)\cdot n}}+E}
es decir:
{\displaystyle \lim _{E\to 0}R}={\displaystyle \lim _{n\to \infty }R}={\displaystyle R={\frac {\sum _{i=a}^{b-1}f'(i)}{f'(b)\cdot n}}}

## Representación gráfica de la regularidad
Se puede representar gráficamente la regularidad utilizando la siguiente expresión:
{\displaystyle \rho (x)=R\cdot x^{1-R}={\frac {R\cdot x}{x^{R}}}}
Como se puede observar:
{\displaystyle \lim _{R\to 1}\rho (x)=1}
Por lo tanto si se calcula el área de {\displaystyle \rho (x)} habrá una diferencia entre ella y la de {\displaystyle f(x)=1}, pero si {\displaystyle R\to 1} entonces las áreas serán iguales. Es decir la relación será:
{\displaystyle {\frac {\int _{a}^{b}\rho (x)dx}{\int _{a}^{b}dx}}=1}
Pero si {\displaystyle R} no está cerca del 1, existirá la siguiente relación, que se llamará Relación de Áreas:
{\displaystyle {\frac {\int _{0}^{\frac {e^{4}}{23}}\rho (x)dx}{\int _{0}^{\frac {e^{4}}{23}}dx}}\approx R}
De esta relación se puede deducir esta segunda (despejando):
{\displaystyle \int _{0}^{\frac {e^{4}}{23}}\rho (x)dx\approx \int _{0}^{\frac {e^{4}}{23}}dx\cdot R}, que es más importante para calcular áreas. 
Este método de cálculo de áreas de la función {\displaystyle \rho (x)} se llamará Integral por el método de la Regularidad. Es bastante fácil de utilizar este método ya que tenemos que tener en cuenta que:
{\displaystyle \int _{0}^{\frac {e^{4}}{23}}dx=e^{4}/23}
y por lo tanto la fórmula quedará:
{\displaystyle \int _{0}^{\frac {e^{4}}{23}}\rho (x)dx\approx {\frac {e^{4}}{23}}\cdot R}

## Uso básico de la regularidad
El uso más básico que se le puede dar a la regularidad es el de verificar una media aritmética. De todos es sábido que, muchas veces, las medias aritméticas pueden mentirnos sobre la realidad; por ejemplo si la media de ingresos de una población es de 2000 €, puede querer decir que algunos ganan mucho más que ese valor y otros mucho menos, o en su defecto que todos tienen unos ingresos que rondan los 2000 €. Para conocer esa realidad, no sólo debemos dar el valor de la media aritmética sino también el de la media porcentual; así por ejemplo si decimos que una población tiene un ingreso de media de 2000 € con regularidad 1, querrá decir que todos ganan 2000 €.
- Datos: Q6104486